# 雁金五人男
雁金五人男（かりがねごにんおとこ）は、江戸時代、元禄年間ころ、大坂で乱暴狼藉をはたらいて良民を苦しめた5人のならずもの。すなわち雁金文七(28)（かっこ内は刑死当時の年齢）、庵の平兵衛(30)、ほていの市右衛門(29)、極印千右衛門(23)および神鳴庄九郎(31)。
元禄14年6月6日夜、大坂南宝久町河内屋の召使い喜兵衛と三木屋の下人五郎助が、西横堀をとおりかかると、平兵衛がとつぜん喧嘩をふっかけてきて、そこへ市右衛門があらわれ、両人に匕首により重傷をおわせ、金品を強奪した。被害者は西町奉行松野河内守助義に訴え出て、同類の召捕となり、翌元禄15年（1702年）8月26日、獄門にかけられた。
雁金文七は、奈良屋町紺屋、雁金屋七兵衛長男。検挙が始まると一時、摂州星川村の伯父三郎兵衛方へ退き、ふたたび大坂に帰り、元禄14年（1701年）6月19日召し捕られた。佐渡島町備前屋某抱え遊女清龍との情事は狂言の好材料となった。生玉寺町正法寺に墓があるという。
実は、上の5人の他に、かいたての吉右衛門(26)およびとんび勘右衛門(24)をも含む7人が一味であった。しかしこれを五人男と称するのは、元禄15年に道頓堀で獄門に処せられた時の人数が5人であったからで、吉右衛門および勘右衛門の両名は吟味中に牢死をとげた。彼らは喧嘩屋五郎右衛門、三ツ引治兵衛など当時、同類の無頼漢に対抗し、大坂市内で威勢をふるい、匕首、脇差しを帯び、喧嘩、掠奪をこととしたが、人を殺害したことはないという。検挙、獄門となったのは、その悪行のためというよりもむしろ町奉行が無頼漢の掃蕩を実行したために、一斉処罰されたものであるという。
歌舞伎、人形浄瑠璃に脚色された。